# Winfried Bischoff
Sir Winfried Franz Wilhelm „Win“ Bischoff (* 10. Mai 1941 in Köln; † 25. April 2023) war ein deutsch-britischer Manager.

## Leben
Winfried Bischoff, Sohn von Hildegard Bischoff, geborene Kühne, und des vor 1940 für die International Nickel Company tätigen Kaufmanns Paul Hellmut Bischoff (* 1912), besuchte Schulen in Köln und Düsseldorf, bevor er im Alter von 14 Jahren 1955 nach Südafrika umzog. Er studierte von 1959 bis 1961 an der University of the Witwatersrand in Johannesburg. Danach ging er für zwei Jahre zur Chase Manhattan Bank in New York, bevor er 1966 der Citicorp Finance Division bei der Londoner Bank J. Henry Schroder & Co Ltd beitrat. Im Oktober 1995 wurde er Chef von Schroders. Seit Mai 2000 war er Chef der Citigroup Europe. Im selben Jahr wurde er als Knight Bachelor zum Ritter geschlagen.
Nach dem Rücktritt des bisherigen CEOs Charles Prince am 5. November 2007 wurde Sir Win Bischoff zum Interims-CEO von Citigroup berufen. Am 11. Dezember 2007 übernahm Vikram Pandit den Posten des Geschäftsführers der Citigroup. 
Von September 2009 bis April 2014 war Bischoff Vorsitzender des britischen Finanzunternehmen Lloyds Banking Group.